# Монастырь Дисен
Монастырь Дисен (нем. Kloster Dießen) — бывший августинский монастырь, располагавшийся в баварской коммуне Дисен-ам-Аммерзе (Верхняя Бавария) и относившийся к епархии Аугсбурга; точная дата основания обители регулярных каноников не известна: известно, что монастырь уже существовал в 1150 году; распущен в ходе секуляризации в Баварии — в 1803 году; сегодня комплекс монастырских зданий занят приоратом конгрегации «Diözesankongregation der Benediktinerinnen von St. Alban».

## История и описание
Возможно, в основании монастыря в Дисене принимали участие представители древнего рода Хуоси: точная дата основания неизвестна, но исследователи полагали, что обитель уже существовала около 740—760 года и в тот период являлась женским монастырём. Первая упоминание в документах произошло в 810—815 годах, когда некто «Ратпотто» сделал пожертвование в адрес обители: имя жертвователя наводило ряд исследователей на мысль, что это мог быть ранний представитель династии известной позднее как графы Андекс; высказывались и иные предположения. О времени между 740 и 810/820 годами о монастыре нет более подробной информации. Первый монастырь просуществовал относительно недолго — около 955 года он был разрушен набегом с территории современной Венгрии: монахини были изнасилованы и убиты, а здания — подожжены.
Новое основание монастыря на этом месте — точнее, коллегиальной церкви — произошло около 1114 года; основателями выступили графы Отто и Бертольд II из рода Диссен. Около 1123 года монастырь был перенесен на его сегодняшнее место; в 1132 году Святой Престол взял двойной монастырь под свою защиту и утвердил все его владения. Женская часть двойной обители не пережила XIV век.
В 1158 году графы Диссен завещали монастырю все свои владения в районе Дисена — со всеми крепостными, правами на вылов рыбы и лесами. Замок графов на холме Шатцберг также достался монастырю. Около 1170 года монастырские владения в регионе ещё более расширились. В течение нескольких последующих столетий между монастырем и местным рынком (ярмарочной общиной) возникли правовые споры, что часто приводило к необходимости внешнего посредничества. В 1330 году император Людвиг Баварский подтвердил монастырские права.
Первая школа в Диссене также восходит к монастырю: монополия на образования, появившаяся примерно в 1530 году при пробсте Иерониме Вити, просуществовала до секуляризации. В 1632 и 1634 годах монастырь был разграблен шведскими войсками, а в 1704 — императорскими солдатами. После опустошения в ходе Тридцатилетней войны постепенно началось частичное восстановление монастыря. Под руководством пробста Геркулана Карга между 1720 и 1728 годами началось строительство новой монастырской церкви.
Монастырь, насчитывавший к тому моменту восемнадцать монахов и пять светских братьев, был распущен в 1803 году — во время секуляризации в регионе; 1284 работы из монастырской библиотеки поступили в Баварскую государственную библиотеку, а еще 350 — в Университетскую библиотеку Мюнхена. Части монастырского комплекса были снесены; три церковных колокола и литургическое оборудование, а также — обширные леса, пастбища и домашний скот были проданы преимущественно частным лицам.